# Arcidiocesi di Preslavo
L'arcidiocesi di Preslavo (in latino: Archidioecesis Preslavensis) è una sede soppressa e sede titolare della Chiesa cattolica.

## Storia
La storica città di Preslav, le cui rovine sorgono nei pressi della cittadina di Veliki Preslav in Bulgaria, è un'antica sede arcivescovile della Chiesa bulgara durante il secondo impero bulgaro.
La Chiesa bulgara, per un breve periodo, entrò in comunione con la sede di Roma. Tra le diocesi unite ci fu quella di Preslavo (Prosthlavensis), al cui arcivescovo, Saba, papa Innocenzo III inviò il pallio il 25 febbraio 1204.
Dal 1930 Preslavo è annoverata tra le sedi arcivescovili titolari della Chiesa cattolica; la sede è vacante dal 7 luglio 1977.

## Cronotassi degli arcivescovi titolari
- Mathias Clement Lenihan † (14 febbraio 1930 - 19 agosto 1943 deceduto)
- Thomas Benjamin Cooray, O.M.I. † (14 dicembre 1945 - 26 luglio 1947 succeduto arcivescovo di Colombo)
- Maurice Baudoux † (4 marzo 1952 - 14 settembre 1955 succeduto arcivescovo di Saint-Boniface)
- Joseph-Martin Urtasun † (17 settembre 1955 - 22 aprile 1957 succeduto arcivescovo di Avignone)
- Benedetto Falcucci † (1º gennaio 1959 - 7 luglio 1977 deceduto)